# زمون پولجه
زمون پولجه (به صربی: Zemun Polje) یک روستا در صربستان است که در بلگراد واقع شده‌است. زمون پولجه ۲۹٫۹۱ کیلومتر مربع مساحت دارد.